# Corypha somalica
Cotovia-de-ash ou cotovia-de-uarsceik (Corypha somalica) é uma espécie de ave da família Alaudidae.
É endémica da Somália.
Os seus habitats naturais são: campos de gramíneas subtropicais ou tropicais secos de baixa altitude.
Está ameaçada por perda de habitat.